# Saulův syn
Saulův syn (maďarsky Saul fia) je maďarské filmové drama režiséra Lászla Nemese z roku 2015. Děj se odehrává ve vyhlazovacím táboře Auschwitz během druhé světové války a sleduje dva dny života Saula Ausländera (hraje Géza Röhrig), maďarského člena Sonderkommanda, který se snaží najít rabína, aby mohl pohřbít svého údajného syna.
Film měl premiéru na Filmovém festivalu v Cannes, kde získal velkou cenu poroty (Grand Prix). Jako teprve druhý maďarský film obdržel Oscara za nejlepší cizojazyčný film, jako první maďarský film pak Zlatý glóbus za nejlepší cizojazyčný film. Film je natočen v dnes neobvyklém poměru stran 1,375:1 a je snímán většinu času zpoza zad hlavního hrdiny, když věci, které se dějí ve větší hloubce nebo na okrajích jsou rozmazané.